# 嘎勒桑吉格米德道尔吉
嘎勒桑吉格米德道尔吉（？—1817年），蒙古族，伊克昭盟鄂尔多斯右翼前末旗人，鄂尔多斯右翼前末旗札萨克头等台吉。

## 生平
1809年，嘎勒桑吉格米德道尔吉继袭鄂尔多斯右翼前末旗札萨克头等台吉。1812年，嘎勒桑吉格米德道尔吉任鄂尔多斯济农。1817年，嘎勒桑吉格米德道尔吉逝世。